# Ludmila Polesná
Ludmila Polesná (también conocida bajo su nombre de nacimiento Ludmila Štyndlová y su primer nombre de casada Ludmila Veberová; 31 de agosto de 1934-9 de diciembre de 1988) fue una deportista checoslovaca que compitió en piragüismo en la modalidad de eslalon.
Ganó once medallas en el Campeonato Mundial de Piragüismo en Eslalon entre los años 1961 y 1975.

## Palmarés internacional
| Campeonato Mundial | Campeonato Mundial                 | Campeonato Mundial | Campeonato Mundial |
| Año                | Lugar                              | Medalla            | Competición        |
| ------------------ | ---------------------------------- | ------------------ | ------------------ |
| 1961               | Hainsberg (RDA)                    | Medalla de oro     | F1 individual      |
| 1963               | Spittal (Austria)                  | Medalla de oro     | F1 individual      |
| 1963               | Spittal (Austria)                  | Medalla de plata   | F1 por equipos     |
| 1965               | Spittal (Austria)                  | Medalla de plata   | K1 por equipos     |
| 1967               | Lipno nad Vltavou (Checoslovaquia) | Medalla de oro     | K1 individual      |
| 1967               | Lipno nad Vltavou (Checoslovaquia) | Medalla de plata   | K1 por equipos     |
| 1969               | Bourg-Saint-Maurice (Francia)      | Medalla de oro     | K1 individual      |
| 1969               | Bourg-Saint-Maurice (Francia)      | Medalla de plata   | K1 por equipos     |
| 1971               | Merano (Italia)                    | Medalla de plata   | K1 individual      |
| 1971               | Merano (Italia)                    | Medalla de bronce  | K1 por equipos     |
| 1975               | Skopie (Yugoslavia)                | Medalla de bronce  | K1 por equipos     |